# Combarbalá
Combarbalá – miasto i gmina w chilijskiej prowincji Limarí w regionie Coquimbo.

## Pochodzenie nazwy
Istnieją dwie hipotezy tłumaczące pochodzenie nazwy miasta Combarbalá. Jedna wywodzi ją od pochodzącego z języka keczua słowa cumparpayay, które można przetłumaczyć jako rozbić młotkiem. Nazwa nawiązywałaby wówczas do pracy wykonywanej przy pozyskiwaniu minerałów lub kamieni w kopalniach.
 Według drugiej z hipotez nazwa miasta w języku mapudungun składałaby się z kilku słów, tworzących razem wyrażenie ko kam wala. Ko oznacza wodę, kam to określenie odległości (daleko), wala lub guala - kaczkę. Całość można by przetłumaczyć jako odległa woda z kaczkami.

## Historia
Obszar geograficzny, na którym znajduje się gmina Combarbalá, był zamieszkany przez ludy Molle, Diaguita oraz Inków. Jako pierwsi na obszar ten przybyli Molle, którzy byli myśliwymi-zbieraczami i praktykowali pierwotne formy rolnictwa. Zamieszkiwali teren obecnej gminy od około 400 r. p.n.e. do 900 r. n.e. Ich pochodzenie pozostaje ciągle nieznane.

Lud Diaguita przybył na te tereny około 700 r. n.e. z Argentyny. Jego członkowie stosowali zaawansowane techniki rolnicze, garncarstwo, kamieniarstwo, tkactwo oraz wytapianie i obróbkę metali (głównie miedzi i brązów).

Około roku 1450 podbój tych terenów rozpoczęli Inkowie. Ich wpływ objął głównie aspekt kulturalny oraz budowę dróg, rozwój rolnictwa i górnictwa.

Pierwsi Europejczycy pojawili się na tym obszarze około 1536 r. Wyprawa Diego de Almagro zakończyła się jednak fiaskiem. Później, około 1541 r. na te tereny przybył Pedro de Valdivia, jednak nie napotkał rdzennej ludności, ponieważ większość ukryła się przed nim w górach, mając w pamięci co wydarzyło się podczas przejścia Diego de Almagro.

Teren nie był zbyt przyjazny do zamieszkania i do czasu założenia miasta nie było tu zbyt wielu mieszkańców. W 1757 r. biskup Manuel Alday, który odwiedził ów rejon, postanowił wesprzeć tutejszych mieszkańców, tworząc parafię Combarbalá, co było pierwszym krokiem do założenia miasta. Gubernator Don Manuel Amat zatwierdził decyzję biskupa 18 lutego 1758.
Ostatecznie miasto zostało założone w dniu 30 listopada 1789 r. przez kapitana Juana Ignacio Floresa, za zgodą gubernatora, późniejszego wicekróla Peru Ambrosia O'Higginsa. Miasto otrzymało nazwę Villa San Francisco Borja de Combarbalá, od hiszpańskiego świętego Franciszka Borgiasza, wywodzącego się ze słynnego rodu Borgiów.

Na początku XVIII wieku w okolicy powstały kopalnie miedzi, złota i srebra. Combarbalá stała się dzięki nim ważnym ośrodkiem górnictwa. Kopalnie działały do połowy lat 80. XX wieku.

## Administracja
Lista alkadów Combarbalá:
| Alkad                  | Partia                                         | Okres sprawowania władzy           |
| ---------------------- | ---------------------------------------------- | ---------------------------------- |
| Mario Villagra Mendoza | Niezależny                                     | ? - 1 kwietnia 1985                |
| Juan Rodríguez Araya   | Niezależny                                     | 1 kwietnia 1985 - 26 września 1992 |
| Eduardo Ibáñez Godoy   | PDC                                            | 26 września 1992 - 6 grudnia 1996  |
| Juan Rodríguez Araya   | Niezależny/Sojusz dla Chile                    | 6 grudnia 1996 - 6 grudnia 2000    |
| Héctor Contador Pérez  | PRSD                                           | 6 grudnia 2000 - 6 grudnia 2008    |
| Solercio Rojas Aguirre | Niezależny/Por un Chile Limpio                 | 6 grudnia 2008 - 6 grudnia 2012    |
| Pedro Castillo Díaz    | Niezależny/Koalicja Partii na rzecz Demokracji | 6 grudnia 2012 - obecnie           |